# От винта 3D
От винта! — российский полнометражный анимационный фильм студии «Парадиз Медиа», снятый в технике 3D графики. Вышел на экраны в 2012 году. Слоган фильма: «А наши тачки летают!».

## История создания
Мультфильм был выпущен к 100-летней годовщине российских ВВС. Он стал второй (после «Кукарачи») совместной работой российских и армянских аниматоров, а также первой режиссёрской работой Ольги Лопато. Сценарий фильма был написан Арменом Адилханяном по мотивам произведения братьев Тимура и Тилека Чериковых.
В работе над фильмом принимало участие около 60 человек, не считая фрилансеров. Бюджет фильма составил 3,5 миллиона долларов.

## Сюжет
Во время соревнований на Кубок «Супер-Крылья» на глазах многочисленных зрителей происходит несчастье: истребитель Град, один из двоих претендентов на звание чемпиона, попадает в авиакатастрофу, выполняя сложную фигуру высшего пилотажа.
Прошёл год. Скромный труженик сельхозавиации, юный самолёт Су-27, носящий гордое имя Витязь, мечтает о карьере воздушного аса. Нежданно-негаданно его мечта начинает претворяться в жизнь: по стечению обстоятельств он оказывается включённым в команду участников предстоящего авиашоу и поступает в ученики к опытным самолётам-корифеям, которые берутся за оставшиеся несколько недель подготовить его к выступлению. Его тренером становится строгий, мудрый и опытный Бывалый. Появляется у Витязя и приятель — непутёвый молодой орёл Балобан.
 День соревнований приближается. Однако Витязь начисто забывает о занятиях, когда влюбляется в очаровательный лёгкий самолёт Молнию. Она тоже неравнодушна к нему. Этим пользуется соперник Витязя на предстоящих соревнованиях — заносчивый и жестокий истребитель Гром: угрозами он заставляет Молнию любыми средствами отвлекать Витязя от тренировок.

## В ролях
- Алексей Франдетти — Витязь: истребитель Су-27УБ.
- Андрей Мерзликин — Гром: истребитель МиГ-29. Главный отрицательный герой. Завистливый, неблагодарный, высокомерный, безжалостный. Чтобы сохранить звание чемпиона, готов пойти на шантаж и даже на преступление: на его счету, по крайней мере, три покушения на убийство.
- Антонина Берёзка — Молния: инструктор по аэробике. Внучка Бывалого.
- Александр Леньков — Михалыч: пикирующий бомбардировщик Ту-2
- Валентин Гафт — Бывалый: штурмовик Ил-2. Ветеран войны, в своё время — один из лучших тренеров. После того, как разбился Град, отошёл от дел и живёт отшельником в пещере.
- Александр Головин — Балобан
- Анфиса Чехова — Нюра: микрофон. Диспетчер на авиабазе.
- Александр Ильин — Семёныч: авианаводчик на базе БТР-60
- Владимир Тягичев
- Илья Хвостиков
- Александр Семчев — топ-менеджер: вертолёт Ми-8
- Игорь Сыхра
- Виктор Власов

## Премьера
Премьерный показ мультфильма состоялся 9 августа 2012 года в Москве, в кинотеатре «Ролан»; мировая премьера последовала 16 августа 2012 года. За первые две недели показа в России мультфильм «От винта 3D» посмотрели 330 тысяч зрителей; сборы в кинотеатрах России составили $1 974 263.
Релиз на DVD-дисках и Blu-Ray осуществлён компанией «Парадиз Медиа» 11 сентября 2012 года.

## Критика
Отзывы зрителей и критиков на мультфильм были весьма неоднозначными. Главным упрёком в его адрес было заметное сходство в сюжете и дизайне персонажей со знаменитыми «Тачками» студии «Pixar». Прозвучало даже обвинение в плагиате, в связи с объявленным выпуском мультфильма студии «Disney» «Самолёты». Отмечали также не вполне удачную музыку.

## Награды
- II Международный кинофестиваль «Отцы и дети» в номинации «Анимация»[4].

## Сиквел
В 2020 году вышел сиквел — мультфильм «От винта 2».